# Charles-Marie Fevret de Fontette
Pour les articles homonymes, voir Fevret.
Charles-Marie Fevret de Fontette, né le 14 avril 1710 à Dijon où il est mort le 16 février 1772, est un historien, bibliophile et homme de loi français.

## Biographie
Issu d'une famille de magistrats, fils de Pierre Fevret, Charles-Marie Fevret de Fontette fut dès l'âge de vingt-six ans conseiller au parlement de Bourgogne. 
On lui doit une édition de la Bibliothèque historique du père Lelong (1719), qu'il corrige et augmente jusqu'à publier quatre gros volumes (1768-1778), complétés d'un cinquième par Barbeau-Labruyère. 
C'est certainement pour effectuer ce travail qu'il s'intéresse aux images, considérées comme complémentaires des sources textuelles : sa collection est d'ailleurs décrite dans l'appendice du dernier volume de son édition, sous le nom Détail d’un recueil d’estampes, desseins, etc. représentant une suite des événements de l’histoire de France, à commencer depuis les Gaulois, jusques et y compris le règne de Louis XV. Œuvre historique à part entière, Fevret de Fontette rédige des légendes et agrémente les pages sur lesquelles les estampes sont collées de bandeaux ou de culs-de-lampe. Il arrive qu'il s'adonne à l'anachronisme en illustrant un événement par une estampe antérieure de dizaines d'années.
Ces 10 500 documents furent achetés par la Bibliothèque royale en 1772. Ces estampes se trouvent ainsi à l'origine de la série historique (Qb) du département des Estampes.
Il fut élu associé libre de l'Académie royale des inscriptions et belles-lettres en 1761.